# Сезар (кинопремия, 2006)
31-я церемония вручения наград премии «Сезар» (также известной как Ночь Сезара (фр. Nuit des César)) за заслуги в области французского кинематографа за 2005 год состоялась 25 февраля 2006 года в театре Шатле (Париж, Франция). Президентом церемонии выступила актриса Кароль Буке.
Картине Жака Одиара — «Моё сердце биться перестало» досталось 8 наград, из 10 номинаций, сам Жак Одиар был удостоен трёх личных «Сезаров» в категориях: за лучший фильм, лучшую режиссуру и лучший адаптированный сценарий.

## Список лауреатов и номинантов
Количество наград/номинаций:
- 8/10: «Моё сердце биться перестало»
- 2/6: «Габриель»
- 0/6: «Счастливого Рождества»
- 1/5: «Молодой лейтенант»
- 1/4: «Приди, увидь и стань» / «Птицы 2: Путешествие на край света»
- 0/4: «Дитя» / «Скрытое»
- 1/3: «Красотки»
- 0/3: «Я здесь не для того, чтобы меня любили» / «В его руках» / «Серые души»
- 1/2: «Прогуливающийся по Марсову полю» / «Постоянные любовники»
- 0/2: «Нож гильотины» / «Королевский дворец!» / «Маленький Иерусалим»
- 1/1: «Кошмар Дарвина» / «Бейрут. После бритья» / «Малышка на миллион»

### Основные категории
• Победители выделены отдельным цветом. 
| Категории                      | Лауреаты и номинанты                                                                           | Лауреаты и номинанты                                                                  | Лауреаты и номинанты                                                                  |
| ------------------------------ | ---------------------------------------------------------------------------------------------- | ------------------------------------------------------------------------------------- | ------------------------------------------------------------------------------------- |
| Лучший фильм                   | • Моё сердце биться перестало / De battre mon cœur s'est arrêté (режиссёр: Жак Одиар)          | • Моё сердце биться перестало / De battre mon cœur s'est arrêté (режиссёр: Жак Одиар) | • Моё сердце биться перестало / De battre mon cœur s'est arrêté (режиссёр: Жак Одиар) |
| Лучший фильм                   | • Дитя / L'Enfant (режиссёры: Жан-Пьер Дарденн и Люк Дарденн)                                  |                                                                                       |                                                                                       |
| Лучший фильм                   | • Счастливого Рождества / Joyeux Noël (режиссёр: Кристиан Карион (фр.))                        |                                                                                       |                                                                                       |
| Лучший фильм                   | • Молодой лейтенант / Le Petit Lieutenant (режиссёр: Ксавье Бовуа)                             |                                                                                       |                                                                                       |
| Лучший фильм                   | • Приди, увидь и стань / Va, vis et deviens (режиссёр: Раду Михайляну)                         |                                                                                       |                                                                                       |
| Лучшая режиссура               | Жак Одиар                                                                                      | • Жак Одиар за фильм «Моё сердце биться перестало»                                    | • Жак Одиар за фильм «Моё сердце биться перестало»                                    |
| Лучшая режиссура               | Жак Одиар                                                                                      | • Михаэль Ханеке — «Скрытое»                                                          |                                                                                       |
| Лучшая режиссура               | Жак Одиар                                                                                      | • Жан-Пьер Дарденн и Люк Дарденн — «Дитя»                                             |                                                                                       |
| Лучшая режиссура               | Жак Одиар                                                                                      | • Ксавье Бовуа — «Молодой лейтенант»                                                  |                                                                                       |
| Лучшая режиссура               | Жак Одиар                                                                                      | • Раду Михайляну — «Приди, увидь и стань»                                             |                                                                                       |
| Лучший актёр                   |                                                                                                | • Мишель Буке — «Прогуливающийся по Марсову полю» (фр.) (за роль Франсуа Миттерана)   | • Мишель Буке — «Прогуливающийся по Марсову полю» (фр.) (за роль Франсуа Миттерана)   |
| Лучший актёр                   | • Патрик Шенэ (фр.) — «Я здесь не для того, чтобы меня любили» (фр.) (за роль Жана-Клода)      |                                                                                       |                                                                                       |
| Лучший актёр                   | • Ромен Дюрис — «Моё сердце биться перестало» (за роль Тома Сейра)                             |                                                                                       |                                                                                       |
| Лучший актёр                   | • Хосе Гарсиа — «Нож гильотины» (за роль Брюно Давера)                                         |                                                                                       |                                                                                       |
| Лучший актёр                   | • Бенуа Пульворд — «В его руках» (фр.) (за роль Лорана Кесслера)                               |                                                                                       |                                                                                       |
| Лучшая актриса                 |                                                                                                | • Натали Бай — «Молодой лейтенант» (за роль Каролин Водьё)                            | • Натали Бай — «Молодой лейтенант» (за роль Каролин Водьё)                            |
| Лучшая актриса                 | • Изабель Карре — «В его руках» (за роль Клер Готье)                                           |                                                                                       |                                                                                       |
| Лучшая актриса                 | • Анн Косиньи — «Я здесь не для того, чтобы меня любили» (за роль Франсуазы)                   |                                                                                       |                                                                                       |
| Лучшая актриса                 | • Изабель Юппер — «Габриель» (фр.) (за роль Габриэль Эрвей)                                    |                                                                                       |                                                                                       |
| Лучшая актриса                 | • Валери Лемерсье — «Королевский дворец!» (фр.) (за роль принцессы Армель)                     |                                                                                       |                                                                                       |
| Лучший актёр второго плана     |                                                                                                | • Нильс Ареструп — «Моё сердце биться перестало» (за роль Робера Сейра)               | • Нильс Ареструп — «Моё сердце биться перестало» (за роль Робера Сейра)               |
| Лучший актёр второго плана     | • Морис Бенишу (фр.) — «Скрытое» (за роль Мажида)                                              |                                                                                       |                                                                                       |
| Лучший актёр второго плана     | • Дани Бун — «Счастливого Рождества» (за роль Поншеля)                                         |                                                                                       |                                                                                       |
| Лучший актёр второго плана     | • Жорж Вильсон (фр.) — «Я здесь не для того, чтобы меня любили» (за роль Дельсара, старшего)   |                                                                                       |                                                                                       |
| Лучший актёр второго плана     | • Рошди Зем — «Молодой лейтенант» (за роль Соло)                                               |                                                                                       |                                                                                       |
| Лучшая актриса второго плана   |                                                                                                | • Сесиль де Франс — «Красотки» (за роль Изабель)                                      | • Сесиль де Франс — «Красотки» (за роль Изабель)                                      |
| Лучшая актриса второго плана   | • Катрин Денёв — «Королевский дворец!» (за роль Эжении)                                        |                                                                                       |                                                                                       |
| Лучшая актриса второго плана   | • Ноэми Львовски — «Задний план» (фр.) (за роль Жюльетт)                                       |                                                                                       |                                                                                       |
| Лучшая актриса второго плана   | • Шарлотта Рэмплинг — «Лемминг» (за роль Алисы Поллок)                                         |                                                                                       |                                                                                       |
| Лучшая актриса второго плана   | • Келли Райлли — «Красотки» (за роль Венди)                                                    |                                                                                       |                                                                                       |
| Самый многообещающий актёр     |                                                                                                | • Луи Гаррель — «Постоянные любовники» (фр.)                                          | • Луи Гаррель — «Постоянные любовники» (фр.)                                          |
| Самый многообещающий актёр     | • Валид Афкир (фр.) — «Скрытое»                                                                |                                                                                       |                                                                                       |
| Самый многообещающий актёр     | • Адриан Жоливе (фр.) — «Зим и компания» (фр.)                                                 |                                                                                       |                                                                                       |
| Самый многообещающий актёр     | • Жиль Леллуш — «Любовь в воздухе» (фр.)                                                       |                                                                                       |                                                                                       |
| Самый многообещающий актёр     | • Аймен Саиди (фр.) — «Сен-Жак... мечеть» (фр.)                                                |                                                                                       |                                                                                       |
| Самая многообещающая актриса   |                                                                                                | • Фам Линь Дан — «Моё сердце биться перестало»                                        | • Фам Линь Дан — «Моё сердце биться перестало»                                        |
| Самая многообещающая актриса   | • Мелани Дутей (фр.) — «Не зарекайся» (фр.)                                                    |                                                                                       |                                                                                       |
| Самая многообещающая актриса   | • Дебора Франсуа — «Дитя»                                                                      |                                                                                       |                                                                                       |
| Самая многообещающая актриса   | • Марина Хэндс — «Серые души» (фр.)                                                            |                                                                                       |                                                                                       |
| Самая многообещающая актриса   | • Фанни Валетт (фр.) — «Маленький Иерусалим» (фр.)                                             |                                                                                       |                                                                                       |
| Лучший оригинальный сценарий   |                                                                                                | • Ален-Мишель Блан (фр.), Раду Михайляну — «Приди, увидь и стань»                     |                                                                                       |
| Лучший оригинальный сценарий   | • Михаэль Ханеке — «Скрытое»                                                                   |                                                                                       |                                                                                       |
| Лучший оригинальный сценарий   | • Жан-Пьер Дарденн, Люк Дарденн — «Дитя»                                                       |                                                                                       |                                                                                       |
| Лучший оригинальный сценарий   | • Кристиан Карион — «Счастливого Рождества»                                                    |                                                                                       |                                                                                       |
| Лучший оригинальный сценарий   | • Седрик Анже (фр.), Ксавье Бовуа, Гийом Брео, Жан-Эрик Труба (фр.) — «Молодой лейтенант»      |                                                                                       |                                                                                       |
| Лучший адаптированный сценарий | Жак Одиар                                                                                      | • Жак Одиар, Тонино Бенаквиста — «Моё сердце биться перестало»                        | Тонино Бенаквиста                                                                     |
| Лучший адаптированный сценарий | Жак Одиар                                                                                      | • Коста-Гаврас, Жан-Клод Грумберг (фр.) — «Нож гильотины»                             | Тонино Бенаквиста                                                                     |
| Лучший адаптированный сценарий | Жак Одиар                                                                                      | • Анн Фонтен, Жюльен Буаван — «В его руках»                                           | Тонино Бенаквиста                                                                     |
| Лучший адаптированный сценарий | Жак Одиар                                                                                      | • Патрис Шеро, Анна-Луиза Тривидик (фр.) — «Габриель»                                 | Тонино Бенаквиста                                                                     |
| Лучший адаптированный сценарий | Жак Одиар                                                                                      | • Жиль Торан (фр.), Жорж-Марк Бенаму (фр.) — «Прогуливающийся по Марсову полю»        | Тонино Бенаквиста                                                                     |
| Лучшая музыка к фильму         |                                                                                                | • Александр Деспла за музыку к фильму «Моё сердце биться перестало»                   | • Александр Деспла за музыку к фильму «Моё сердце биться перестало»                   |
| Лучшая музыка к фильму         | • Филипп Ромби — «Счастливого Рождества»                                                       |                                                                                       |                                                                                       |
| Лучшая музыка к фильму         | • Эмили Симон — «Птицы 2: Путешествие на край света»                                           |                                                                                       |                                                                                       |
| Лучшая музыка к фильму         | • Арман Амар — «Приди, увидь и стань»                                                          |                                                                                       |                                                                                       |
| Лучший монтаж                  | • Жюльетт Вельфлин (фр.) — «Моё сердце биться перестало»                                       | • Жюльетт Вельфлин (фр.) — «Моё сердце биться перестало»                              | • Жюльетт Вельфлин (фр.) — «Моё сердце биться перестало»                              |
| Лучший монтаж                  | • Сабин Эмильяни (фр.) — «Птицы 2: Путешествие на край света»                                  |                                                                                       |                                                                                       |
| Лучший монтаж                  | • Френсин Сандберг — «Красотки»                                                                |                                                                                       |                                                                                       |
| Лучшая работа оператора        | • Стефан Фонтен — «Моё сердце биться перестало»                                                | • Стефан Фонтен — «Моё сердце биться перестало»                                       | • Стефан Фонтен — «Моё сердце биться перестало»                                       |
| Лучшая работа оператора        | • Вильям Любчанский — «Постоянные любовники»                                                   |                                                                                       |                                                                                       |
| Лучшая работа оператора        | • Эрик Готье — «Габриель»                                                                      |                                                                                       |                                                                                       |
| Лучшие декорации               | • Оливье Радо (фр.) — «Габриель»                                                               | • Оливье Радо (фр.) — «Габриель»                                                      | • Оливье Радо (фр.) — «Габриель»                                                      |
| Лучшие декорации               | • Лула Морен — «Серые души»                                                                    |                                                                                       |                                                                                       |
| Лучшие декорации               | • Жан-Мишель Симоне — «Счастливого Рождества»                                                  |                                                                                       |                                                                                       |
| Лучшие костюмы                 | • Каролин де Вивэз — «Габриель»                                                                | • Каролин де Вивэз — «Габриель»                                                       | • Каролин де Вивэз — «Габриель»                                                       |
| Лучшие костюмы                 | • Паскалин Шаванн — «Серые души»                                                               |                                                                                       |                                                                                       |
| Лучшие костюмы                 | • Элисон Форбс-Мейлер — «Счастливого Рождества»                                                |                                                                                       |                                                                                       |
| Лучший звук                    | • Жерар Лампс (фр.) и Лоран Квальо (фр.) — «Птицы 2: Путешествие на край света»                | • Жерар Лампс (фр.) и Лоран Квальо (фр.) — «Птицы 2: Путешествие на край света»       | • Жерар Лампс (фр.) и Лоран Квальо (фр.) — «Птицы 2: Путешествие на край света»       |
| Лучший звук                    | • Филипп Амуру, Сирил Хольц, Брижит Тальяндье и Паскаль Виллар — «Моё сердце биться перестало» |                                                                                       |                                                                                       |
| Лучший звук                    | • Оливье До Хуу, Бенуа Хильбран и Гийом Сьиама — «Габриель»                                    |                                                                                       |                                                                                       |
| Лучший дебютный фильм          | • «Кошмар Дарвина» (англ.) — режиссёр: Хуберт Саупер (нем.)                                    | • «Кошмар Дарвина» (англ.) — режиссёр: Хуберт Саупер (нем.)                           | • «Кошмар Дарвина» (англ.) — режиссёр: Хуберт Саупер (нем.)                           |
| Лучший дебютный фильм          | • «Неуловимый» — режиссёр: Жером Салле                                                         |                                                                                       |                                                                                       |
| Лучший дебютный фильм          | • «Холодный душ» (фр.) — режиссёр: Антони Кордье (фр.)                                         |                                                                                       |                                                                                       |
| Лучший дебютный фильм          | • «Птицы 2: Путешествие на край света» — режиссёр: Люк Жаке (фр.)                              |                                                                                       |                                                                                       |
| Лучший дебютный фильм          | • «Маленький Иерусалим» — режиссёр: Карин Альбу (фр.)                                          |                                                                                       |                                                                                       |
| Лучший короткометражный фильм  | • Бейрут. После бритья / After Shave (Beyrouth après-rasage) (режиссёр: Хани Тамба)            | • Бейрут. После бритья / After Shave (Beyrouth après-rasage) (режиссёр: Хани Тамба)   | • Бейрут. После бритья / After Shave (Beyrouth après-rasage) (режиссёр: Хани Тамба)   |
| Лучший короткометражный фильм  | • Страх, маленький охотник / La peur, petit chasseur (режиссёр: Лоран Ашар)                    |                                                                                       |                                                                                       |
| Лучший короткометражный фильм  | • Obras (режиссёр: Хендрик Дюсолье)                                                            |                                                                                       |                                                                                       |
| Лучший короткометражный фильм  | • Sous le bleu (режиссёр: Давид Олоффен)                                                       |                                                                                       |                                                                                       |
| Лучший иностранный фильм       | • Малышка на миллион / Million Dollar Baby (США, режиссёр Клинт Иствуд)                        | • Малышка на миллион / Million Dollar Baby (США, режиссёр Клинт Иствуд)               | • Малышка на миллион / Million Dollar Baby (США, режиссёр Клинт Иствуд)               |
| Лучший иностранный фильм       | • Оправданная жестокость / A History of Violence (США, реж. Дэвид Кроненберг)                  |                                                                                       |                                                                                       |
| Лучший иностранный фильм       | • Море внутри / Mar adentro (Испания, реж. Алехандро Аменабар)                                 |                                                                                       |                                                                                       |
| Лучший иностранный фильм       | • Матч-пойнт / Match Point (Великобритания, реж. Вуди Аллен)                                   |                                                                                       |                                                                                       |
| Лучший иностранный фильм       | • Прогулки по воде / Walk on Water (Израиль, Швеция реж. Эйтан Фокс)                           |                                                                                       |                                                                                       |

### Специальные награды
| Награда          | Лауреаты     | Лауреаты    |
| ---------------- | ------------ | ----------- |
| Почётный «Сезар» |              | • Хью Грант |
| Почётный «Сезар» | • Пьер Ришар |             |